# Gotthard Wilhelm Marcks von Würtenberg
Gotthard Wilhelm Marcks von Würtenberg, född 14 maj 1688 i Riga, död 17 februari 1778 på Gotthardsberg i Lerbo socken i Södermanland, var en svensk friherre och militär.

## Biografi

### Tidig karriär
Marcks von Würtenberg blev volontär vid garnisonen i Pernau 1699 och konduktör vid fortifikationen 1703. Han gick i fransk tjänst och blev där fänrik vid Erik Sparres regemente. Han deltog bland annat i slagen vid Ramillies (1706), Oudenaarde (1708) och Malplaquet (1709). År 1710 återvände han till Sverige, blev regementskvartermästare vid Karl von Nieroths regemente i Pernau och kapten vid Nylands infanteriregemente.

### Stora nordiska kriget
Under stora nordiska kriget deltog Marcks von Würtenberg 1714 i slaget vid Storkyro och blev 1718 generaladjutant vid armén i Jämtland. Han utmärkte sig under Carl Gustaf Armfelts fälttåg till Norge. År 1726 befordrades han till överstelöjtnant vid Karelska dragonskvadronen. Han blev överste för Jämtlands regemente 1739.

### Senare karriär
Under 1742 års krig tillfångatog han ett ryskt detachement på Åland. Han blev generalmajor vid kavalleriet 1747, chef för Södermanlands regemente 1748, generallöjtnant 1751, general 1755 och fältmarskalk 1763. Samma år bytte han till sig Österbottens regemente och tog till slut avsked 1772. Han blev adlad under namnet Marcks von Würtenberg 1720 och friherre 1759.